# Srokowo (gemeente)
De gemeente Srokowo is een landgemeente in het Poolse woiwodschap Ermland-Mazurië, in powiat Kętrzyński.
De zetel van de gemeente is in Srokowo.
Op 30 juni 2004 telde de gemeente 4293 inwoners.

## Oppervlakte gegevens
In 2002 bedroeg de totale oppervlakte van gemeente Srokowo 194,63 km², waarvan:
- agrarisch gebied: 62%
- bossen: 23%

De gemeente beslaat 16,05% van de totale oppervlakte van de powiat.

## Demografie
Stand op 30 juni 2004:
| Omschrijving                   | Totaal | Totaal | Vrouwen | Vrouwen | Mannen | Mannen |
| ------------------------------ | ------ | ------ | ------- | ------- | ------ | ------ |
| eenheid                        | aantal | %      | aantal  | %       | aantal | %      |
| inwoners                       | 4293   | 100    | 2115    | 49,3    | 2178   | 50,7   |
| bevolkingsdichtheid (inw./km²) | 22,1   | 22,1   | 10,9    | 10,9    | 11,2   | 11,2   |

In 2002 bedroeg het gemiddelde inkomen per inwoner 1488,39 zł.

## Administratieve plaatsen (sołectwo)
Bajory Wielkie, Jankowice, Kosakowo, Leśniewo, Leśny Rów, Łęknica, Silec, Siniec, Solanka, Srokowo, Wilczyny, Wyskok.

## Overige plaatsen
Bajorki, Bajorski Gaj, Bajory Małe, Brzeźnica, Chojnica, Dolny Siniec, Goszczewo, Jegławki, Kaczory, Kałki, Kolkiejmy, Księży Dwór, Kąty, Lipowo, Łęsk, Marszałki, Mazurkowo, Mintowo, Młynowo, Niedziały, Nowa Różanka, Osikowo, Pieczarki, Podlasie, Pyszki, Różanka-Leśniczówka, Rybakowo, Rypławki, Siemkowo, Silecki Folwark, Siniec-Cegielnia, Sińczyk-Leśniczówka, Skandławki, Sówka, Srokowski Dwór, Stare Jegwałki, Suchodoły, Szczeciniak, Wikrowo, Wilcza Wólka, Wilcze, Wólka Jankowska, Wysoka Góra, Złote Pole.

## Aangrenzende gemeenten
Barciany, Kętrzyn, Węgorzewo. De gemeente grenst aan Rusland (obwód kaliningradzki).